# Look Communications
Look Communications était une compagnie de télécommunications canadienne qui a été mise en liquidation à partir de novembre 2009. Look était un fournisseur de télévision numérique sans fil, d’Internet et d'hébergement web. Look était autrefois lié à l'ancienne société d'état Téléglobe et à l’entreprise chinoise ISP Inter Pacific Online.
Fondé en 1997, le siège social de Look se trouvait à Milton, Ontario, bien que la plupart de ses départements et employés étaient basés dans ses bureaux de Montréal. Look était inscrit à la bourse sous les symboles « LOK » et « LOK.A ». À son apogée, Look avait environ 60 000 clients à son service de télévision. Look avait le slogan « Chez Look c'est simple! ».

## Historique
Look Télé a été fondé en août 1997 en tant que fournisseur de service de télévision numérique sans fil à Etobicoke, Ontario. Look a commencé à fournir des services de télévision en 1997 pour le sud de l'Ontario et en 1998 pour le Québec et l'Est de l'Ontario. En 1999, Look Télé et Internet Direct (FAI canadien opérant en Colombie-Britannique, Alberta, Manitoba, Ontario et Québec) ont fusionné pour devenir Look Communications, les actionnaires de Look recevant 60 % de l'entité combinée et les actionnaires d'Internet Direct recevant les 40 % restants.
Look Communications a déposé une demande de protection de la faillite en 2001.
À partir de 2002, Unique Broadband System (UBS) a acquis une participation dans Look. À la fin de l'année 2003, UBS détenait 51 % des actions de Look, faisant de Look une filiale d'UBS. À ce moment-là, Look déménageait de Oakville, en Ontario, au siège social d'UBS à Milton, en Ontario.
Malgré la ré-émergence de la faillite en 2002, Look n'a jamais retrouvé la rentabilité et a continué de perdre des millions de dollars pour les années à venir. Le 1er décembre 2008, Look Communications a annoncé qu'il procédait à la vente de ses actifs. Le 14 mai 2009, la Cour supérieure de justice de l'Ontario a approuvé la vente à Inukshuk Wireless Partnership. Le 15 novembre 2009, la clientèle de la télévision de Look a été acquise par Bell Canada qui l'a intégrée à sa division Bell Télé alors que la clientèle Internet a été acquise par Telnet Communications.
Même si Look Communications n'avait plus de clients et avait licencié ses employés, la société existait toujours et était en train de liquider ses actifs restants.
Le 26 mars 2013, Look Communications a annoncé un projet de changement d'activité en acquérant la totalité des actions en circulation de Sunwave Gas & Power Inc. ("Sunwave"), un fournisseur de produits et de services énergétiques innovateurs et concurrentiels. Le 9 juillet 2013, l'acquisition a été complétée.
Le 12 juillet 2013, Look Communications Inc. a changé son nom pour ONEnergy Inc., une société classée comme fournisseur de gaz naturel à Toronto, en Ontario.

## Service offert
Look fournissait ses services de télévision numérique et d'Internet sans fil à l'aide d'une technologie MMDS (Multichannel Multipoint Distribution System) fonctionnant avec une capacité de 90 MHz dans la bande 2,5 GHz (la seule entreprise au Canada avec environ 90 MHz de spectre et une licence pour les services de vidéo mobile au Canada). Look avait l'exclusivité de l'utilisation de ces fréquences puisqu'elle avait reçu des licences du Conseil de la radiodiffusion et des télécommunications canadiennes (CRTC) à titre d'"entreprise de distribution de radiodiffusion". Avec cette technologie MMDS, les signaux de télévision, d'audio et de données étaient reçus à la tête de Look et transmis numériquement via des liaisons par fibre optique vers des sites de diffusion. Les signaux étaient ensuite diffusés par ondes hertziennes depuis l'une des nombreuses tours de transmission ou stations de base jusqu'à une antenne réceptrice aux domiciles ou aux entreprises des abonnés.